# Aaron Egbele
Aaron Egbele (né le 21 janvier 1979 à Benin City) est un athlète nigérian spécialiste du 100 mètres et du 200 mètres. Il obtient ses seules médailles internationales lors de relais 4 × 100 mètres.

## Carrière

### Palmarès
| Date | Compétition           | Lieu    | Résultat | Performance |
| ---- | --------------------- | ------- | -------- | ----------- |
| 2003 | Jeux africains        | Abuja   | 2e       | 38 s 70     |
| 2004 | Jeux olympiques d'été | Athènes | 3e       | 38 s 23     |

### Records
| Épreuve              | Performance | Lieu           | Date          |
| -------------------- | ----------- | -------------- | ------------- |
| 100 mètres200 mètres | 10 s 11     | Fort-de-France | 24 avril 2004 |
| 200 mètres           | 20 s 54     | El Paso        | 4 mai 2002    |